# 博蒙 (科雷兹省)
博蒙（法語：Beaumont，法語發音：[bomɔ̃] ⓘ）是法国科雷兹省的一个市镇，位于该省中部略偏北，属于蒂勒区。

## 地理
博蒙（45°25'20"N, 1°48'9"E）面积10.9 平方千米，位于法国新阿基坦大区科雷兹省，该省份为法国中南部省份，北起上维埃纳省和克勒兹省，西接多爾多涅省，南至洛特省，东临多姆山省和康塔爾省。
与博蒙接壤的市镇（或旧市镇、城区）包括：尚布利沃、勒隆扎克、马德朗日、奥利亚克德巴尔、圣奥古斯坦、圣萨尔瓦杜。

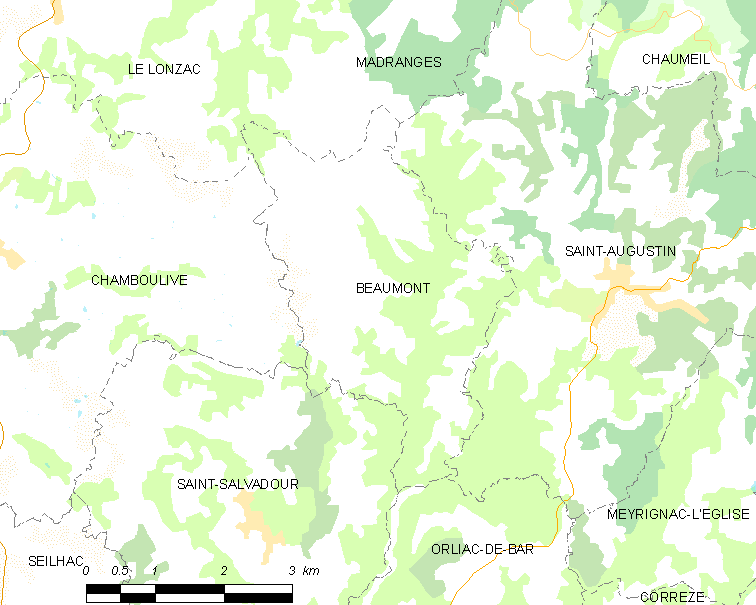
的OSM定位图

博蒙的时区为UTC+01:00、UTC+02:00（夏令时）。

## 行政
博蒙的邮政编码为19390，INSEE市镇编码为19020。

## 政治
博蒙所属的省级选区为塞亚克-莫内迪耶尔县。

## 人口

1962-2008年间人口变化图示

博蒙于2022年1月1日时的人口数量为115人。